# Pero hanebaria
Pero hanebaria är en fjärilsart som beskrevs av D. Jones 1921. Pero hanebaria ingår i släktet Pero och familjen mätare. Inga underarter finns listade i Catalogue of Life.